# Siegbert
Siegbert  ist ein alter deutscher, heute seltener männlicher Vorname.

## Etymologie
Der Name Siegbert stammt sprachhistorisch aus dem Altenglischen. Er setzt sich aus „sigi“ (Sieg) und „ferth“ (glänzend) zusammen und kennzeichnet den Namensträger Sigiferth als den „im Siege Glänzenden“. Im Zuge der zweiten Lautverschiebung veränderten sich Vokale und Konsonanten. Aus Sigi wurde durch Vorsilbendehnung Sieg, f  wurde zu b, th wurde zu t. So entstand  aus Sigiferth  der heutige Name Siegbert.

## Frühester Namensnachweis
Die früheste Erwähnung der Namensform Sigiferth ist aus dem altenglischen Finnsburglied bekannt, das von der Forschung in das 8. Jahrhundert datiert wird.
Das nur als Bruchstück erhaltene germanische Heldenlied erzählt von dem heroischen Kampf um die Finnsburg, bei dem sich ein Recke namens Sigiferth durch seine herausragende Tapferkeit auszeichnet.
Der Kampf um die Finnsburg wird auch im später entstandenen Beowulf-Epos noch einmal erwähnt. Die textkritischen Analysen gehen nach dem erhaltenen Material von einem Konflikt zwischen Dänen und Friesen während der Völkerwanderungszeit aus. Der Rechtsgelehrte und Altgermanist Felix Genzmer legt dem Finnsburgfragment ein mündlich tradiertes  „Urlied“ des 5. Jahrhunderts zugrunde. Den Namen Sigiferth könnte es demnach bereits in der Völkerwanderungszeit gegeben haben.

## Namenstag
Der Namenstag von Siegbert ist der 1. Februar.

## Varianten
Sigbert, Sigibert, Sigsibert, Siegbrecht, Sigisbert, Sigeberht, Sibert, Suitbert

## Bekannte Namensträger
Form Siegbert
- Siegbert Alber (1936–2021), deutscher Politiker und Jurist
- Siegbert Amler (1929–2019), deutscher Bildhauer und Graphiker
- Siegbert Hahn (1937–2024), deutscher Maler
- Siegbert Horn (1950–2016), deutscher Kanute, Olympiasieger und Weltmeister im Kanuslalom
- Siegbert Joseph (1894–1944), deutscher Gynäkologe
- Siegbert Kahn (1909–1976), deutscher marxistischer Ökonom
- Siegbert Keller (1937–2015), deutscher Architekt und Bauökonom
- Siegbert Metelko (* 1947), österreichischer Pädagoge, Kulturpolitiker (SPÖ), Medienberater, Kunstsammler und Investor
- Siegbert Morscher (* 1939), österreichischer Jurist
- Siegbert Neufeld (1891–1971), deutsch-israelischer Rabbiner und Historiker
- Siegbert Rampe (1964–2025), deutscher Cembalist, Organist, Pianist, Dirigent und Musikwissenschaftler
- Siegbert Rotholz (1919–1943), deutscher Bürgerrechtler in der Zeit des Nationalsozialismus
- Siegbert Schefke (* 1959), deutscher Journalist
- Siegbert Schmeißer (* 1957), deutscher Radrennfahrer
- Siegbert Springer (1882–1938), deutscher Jurist, Jura-Repetitor
- Siegbert Stehmann (1912–1945), deutscher evangelischer Pfarrer und Dichter
- Siegbert Tarrasch (1862–1934), deutscher Schachgroßmeister
- Siegbert A. Warwitz (* 1937), deutscher Germanist, Sportwissenschaftler, Experimentalpsychologe und Wagnisforscher
- Siegbert Wolf (* 1954), deutscher Historiker, Politologe und Publizist
- Siegbert Wortmann (* 1955), deutscher Computerpionier

Form Sigbert
- Sigbert Ganser (1853–1931), deutscher Psychiater
- Sigbert Heister (1646–1718), österreichischer Feldmarschall
- Sigbert Mohn (1918–2002), deutscher Verleger (Bertelsmann)
- Sigbert Prais (1928–2014), aus Deutschland stammender britischer Wirtschaftswissenschaftler und Mathematiker
- Sigbert Ramsauer (1909–1991), österreichischer SS-Arzt
- Sigbert Wagener (1919–2004), deutscher Kapuziner-Priester Pädagoge Wissenschaftler und Naturschützer

Form Sigebert
- Sigebert (East Anglia) († um 640), von 630/631 bis um 637 König des angelsächsischen Königreichs East Anglia
- Sigebert von Minden († 10. Oktober 1036), von 1022 bis 1036 Bischof von Minden
- Sigebert von Gembloux (* um 1030; † 1112), Historiograph, Hagiograph, Theologe, Liturgiker und Publizist
- Sigebert Haverkamp (1684–1742), niederländischer klassischer Philologe und Numismatiker

Form Sigibert
- Sigibert von Köln  (um 500), herrschte über Köln und wohl auch Teile des Rheinlandes (Rheinfranken)
- Sigibert I. (* um 535; † 575), Frankenkönig aus dem Haus der Merowinger
- Sigibert II. (602–613), Frankenkönig, ältester Sohn von Theuderich II.
- Sigibert III. (630–656), fränkischer König im Teilreich Austrasien

Form Sigisbert
- Sigisbert von Disentis († 8. Jahrhundert), Wandermönch, Eremit, Heiliger, Mitgründer des Klosters Disentis
- Joseph Léopold Sigisbert Hugo (1773–1828), französischer General, Vater von Victor Hugo
- Sigisbert Kraft (1927–2006), achter Bischof der Alt-Katholiken in Deutschland
- Sigisbert Liebert (1851–1929), deutscher Geistlicher, erster Abt der Benediktinerabtei Schäftlarn
- Sigisbert Mitterer (1891–1968), deutscher Geistlicher, zweiter Abt der Benediktinerabtei Schäftlarn